# Таліновський Борис Хунович
Борис Хунович Таліновський (30 грудня 1952, Київ, Українська РСР, СРСР — 11 жовтня 2015, Київ, Україна) — український футбольний журналіст. У професійних колах був відомий на прізвисько Дядя Боба.

## Життєпис
Борис Таліновський народився 1952 року в родині хіміка-технолога Хуна Юзефовича Таліновського — викладача Київського політехнічного інституту. Закінчив Ленінградський кораблебудівний інститут. Жив у Ленінграді та Таллінні, займався акустичними системами підводних човнів, верстатами з числовим програмним управлінням.
Публікувався в журналі «Футбол» з 2005 року, через деякий час став штатним співробітником цього видання. Відрізнявся енциклопедичними знаннями історії футболу, особливо німецького, впізнаваним стилем написання статей.
Борис Таліновський - автор багатьох книг, зокрема, компендіумів «Всі чемпіонати світу з футболу» у дев'яти томах (2010) та «Чемпіонати Європи» у семи томах (2012), а також книг з історії світового футболу.
Помер у ніч на 11 жовтня 2015 року після тяжкої хвороби, залишивши незавершеними низку проєктів.

## Книги
- Последний диктатор Европы (футбольная биография Феликса Магата, игрока и тренера). Киев: Украинский медиа холдинг, 2009. — 118 с.
- Лучшие футбольные клубы Европы (с соавторами). Харьков: Фактор, 2009. — 192 с.
- Скиталец: история футбольной жизни Белы Гуттманна, игрока и тренера. Киев: Украинский медиа холдинг, 2009.
- World Cups. Все чемпионаты мира по футболу (с А. В. Франковым и А. В. Фришко). В 9-ти тт. Киев: Украинский медиа холдинг, 2010.
- Намного больше чем футбол: Германские дерби. Киев: Украинский медиа холдинг, 2011. — 175 с.
- Футбол и немцы: История футбола Германии. Киев: Украинский медиа холдинг, 2011. — 415 с.
- Звёзды мирового футбола (с А. В. Франковым и А. В. Фришко). Харьков: Пеликан, 2011. — 192 с.
- Чемпионаты Европы (с А. Франковым и Е. Панкратовым). В 7 тт. Киев: Украинский медиа холдинг, 2012.
- Футбол по центру. Круифф, Пушкаш и другие, изменившие Игру. (с А. В. Франковым, по материалам 2012—2014 гг.). Киев: Лагота, 2018.— 428 с.